# Listă de filme românești/R
Aceasta este o listă de filme românești (artistice, de animație și documentare) care încep cu litera R:
- Racolarea (1985)
- Rădăcini (1963)
- Rădăcinile orașului (1964)
- Râdeți cu oameni ca noi (2002) (TV)
- Raliul (1984)
- Rămășagul (1984)
- Rămân cu tine (1982)
- Rămânerea (1992)
- Răpirea (1970)
- Răpirea fecioarelor (1968)
- Raport despre starea națiunii (2002)
- Rapsodia rustică (1945)
- Rapsodie în lemn (1960)
- Răsare soarele (1954)
- Răscoala (film) (1965)
- Răspundem la întrebare (1971)
- Răsuna valea (1949)
- Rătăcire (1978)
- Rățoiul neascultător (1951)
- Răutăciosul adolescent / O femeie pentru un anotimp (1968)
- Război fără arme (1929)
- Război în bucătărie (2001)
- Războiul domnițelor (1969)
- Răzbunarea (film) (1913)
- Răzbunarea (1972)
- Răzbunarea haiducilor (1968)
- Re-encounters (1989)
- Reacții (1976)
- Recital în gradina cu pitici (1987)
- Reclamație (1969)
- Reconstituire (1960)
- Reconstituirea (1968)
- Recorduri, lauri, amintiri (1985)
- Reed (1966)
- Regăsire (1977) Regia: Liviu Ciulei (1979) (TV)
- Relicte (1969)
- Reportaj din Țara Bârsei (1968)
- Requiem fur Dominik (1990)
- Restul e tăcere (2008)
- Rețeaua (1980)
- Revanșa (1978)
- Rezerva la start (1988)
- Ringul (1983)
- Ritm (film) (1963)
- Ritmuri potrivite (1964)
- Ritmuri și imagini (1966)
- Râdeți ca-n viață (1983)
- Râpa dracului (1957)
- Râul care urca muntele (1977)
- Roadele pământului (1969)
- Robinson Crusoe și prietenii săi (1973)
- Rochia albă de dantelă (1989)
- România orizont 64 (1964)
- Romanii și Marele Octombrie (1967)
- Romanțe aspre (1965)
- Romeo și Julieta (film) (1968)
- România (film) (1934)
- România (film) (1970)
- România pitorească (1928)
- Roșcovanul (1976)
- Rosenemil (1993)
- Rug și flacără (1980)
- Runda 6 (1965)
- Raszleg, A (1995)
- Ryna (2006)